# Йорданка Донкова
Йорданка Любчова Донкова е българска състезателка по лека атлетика,

## Биография
Родена е на 28 септември 1961 г. в с Яна, Елинпелинско. Завършва ВИФ (София). Състезава се активно 25 години (1971 – 1996) под ръководството на треньора Георги Димитров.
Има 2 олимпийски медала и 9 медала от европейски първенства. Най-силната ѝ дисциплина е 100 метра бягане с препятствия. Първата и единствена българска лекоатлетка – победителка в крайното генерално класиране от веригата „Мобил Гран при“.
В продължение на 27 години е световна рекордьорка в дисциплината 100 метра с препятствия 12,21 секунди. Рекордът е поставен в Стара Загора на 21 август 1988 г. и е подобрен 28 години по-късно (2016) от американката Кендра Харисън. Поставя 4 пъти световен рекорд през 1986 г. Също така притежава рекорда на европейските шампионати 12,38 секунди, постигнат в същата дисциплина.
Олимпийски шампион на Летните олимпийски игри в Сеул през 1988 г. с олимпийски рекорд 12,38 секунди. Подобрен е чак на 7 август 2012 г. на Олимпийските игри в Лондон от австралийката Сали Пиърсън с резултат 12,35 секунди.
През 1996 г. заедно с треньора си Георги Димитров прекратява своята състезателна кариерата.
Спортист на годината заедно с Асен Златев за 1986 г. Избрана е за Спортист на Балканите в анкетата на БТА през 1986 година. На 9 април 2012 г. Йорданка Донкова е удостоена с най-високия държавен орден „Стара планина“ I степен „за изключително големите ѝ заслуги към Република България в областта на физическото възпитание и спорта“.
Йорданка Донкова е семейна, има син Живко и две дъщери близначки Даниела и Десислава.

### Подобрения на световния рекорд
- 12,36 сек. – 13.07.1986 София – Изравнен световен рекорд
- 12,34 сек. – 17.07.1986 Кьолн
- 12,29 сек. – 17.07.1986 Кьолн
- 12,26 сек. – 07.09.1986 Любляна
- 12,21 сек. – 21.08.1988 Стара Загора

| Кадри от световния рекорд на Йорданка Донкова |
| --------------------------------------------- |